# ۴۸۰آی

رزولوشن تصویر استاندارد تلویزیونی در نقشهٔ جهانی؛ کشورهایی که از ۴۸۰آی استفاده می‌کنند با رنگ سبز مشخص شده‌اند.

480i نام اختصاری برای فرمت تصویری ویدئویی است که در SDTV در سیستم تلویزیون‌های آنالوگ یا دیجیتال در بیشتر کشورهایِ قاره آمریکا (به‌استثنای آرژانتین، پاراگوئه و اروگوئه)، حوزهٔ کارائیب، میانمار، ژاپن، کره جنوبی، تایوان و فیلیپین استفاده می‌شود.
مقصود از عدد ۴۸۰، رزولوشن ۴۸۰ خطیِ عمودی و مقصود از i اشاره به رزولوشن شبکه‌ای یا یکی‌درمیان (Interlaced) است. نرخ تازه‌سازی در این فرمت، معمولاً ۶۰ هرتز (یا ۵۹٫۹۴ هرتز در فضای رنگیِ NTSC) است.